# Ystad (commune)
La commune d'Ystad est une commune suédoise du comté de Skåne. 28 771 personnes y vivent. Son chef-lieu se situe à Ystad.

## Localités principales
- Glemmingebro
- Hedeskoga
- Köpingebro
- Löderup
- Nybrostrand
- Sövestad
- Storra Herestad
- Svarte
- Ystad